# Magnolia kachirachirai
Espèce
Synonymes
- Michelia  kachirachirai Kaneh. & Yamam
- Micheliopsis  kachirachirai (Kaneh. & Yamam.) H.Keng
- Parakmeria kachirachirai (Kaneh. & Yamam.) Y.W.Law

Statut de conservation UICN

 EN B1ab(i,iii) : En danger
Magnolia kachirachirai est une espèce de plantes à fleurs de la famille des Magnoliaceae. C'est un arbre trouvé à Taïwan.

## Description
C'est un arbre.

## Répartition et habitat
L'espèce est trouvée à Taïwan. Elle pousse dans un milieu tropical humide.